# Michael Barrett (écrivain)
Pour les articles homonymes, voir Michael Barrett et Barrett.
Ne doit pas être confondu avec Michael Barrett (Fenian).
Michael John Barrett, né en 1924 et décédé en 1999[réf. nécessaire], est un écrivain australien de roman policier et de roman d’aventures.

## Biographie
Michael Barrett publie son premier roman, The Reward, en 1955, récit d’un criminel et de sa femme poursuivis dans le désert argentin. S'y découvre le goût de Michael Barret pour les grands espaces où il situe plusieurs de ses romans, notamment Stranger in Galah et The Gold of Lubra Rock en Australie, The Man in the Spike dans les montagnes vénézuéliennes, The Hunt at Desolacion en Bolivie, Tonight in Sacarra au Mexique ou Appointment in Zarhein au Moyen-Orient.
The Reward est adapté au cinéma sous le titre La Récompense en 1965 par Serge Bourguignon. Deux autres de ses romans, Appointment in Zarhein et The Heroes of Yucca sont également adaptés au cinéma.

## Œuvre

### Romans
- The Reward, 1955
  - Balade au soleil, Série noire no 309, 1956, réédition sous le titre La Récompense dans la même collection et avec le même numéro en 1966, La Poche noire no 150 sous le titre français original, 1971
- The Last Flowers, 1956
- Stranger in Galah, 1958
  - Un inconnu dans le Galah, collection Galop no 13, Dupuis, 1966
- Appointment in Zarhein, 1960
  - Les Fuyards de Zarhain, Série noire no 788, 1963
- Traitor at Twenty Fathoms, 1960
- The Man in the Spike, 1061
- The Return of the Cornish Sailor, 1962
  - Le Retour du Cornish Sailor, collection Voici, 1963
- Task of Destruction, 1963
- Ten Against Nura, 1965
- The Gold of Lubra Rock, 1966
  - Feux de bush, Série noire no 1182, 1968
- Zakari’s Skull, 1966
- The Hunt at Desolacion, 1969
- The Heroes of Yucca
- Tonight in Sacarra, 1971
  - Ce soir à Sacarra…, Série noire no 1511, 1972

## Filmographie

### Adaptations
- 1962 : Les Fuyards du Zahrain, adaptation de Appointment in Zarhein réalisée par Ronald Neame
- 1965 : La Récompense, adaptation de The Reward réalisée par Serge Bourguignon
- 1970 : Les Héros de Yucca, adaptation de The Heroes of Yucca réalisée par Jean Negulesco

## Sources
- Claude Mesplède (dir.), Dictionnaire des littératures policières, vol. 1 : A - I, Nantes, Joseph K, coll. « Temps noir », 2007, 1054 p. (ISBN 978-2-910686-44-4, OCLC 315873251).
- Claude Mesplède, Les années "Série noire" : bibliographie critique d'une collection policière, vol. 1 : 1945-1959, Amiens, Editions Encrage, coll. « Travaux » (no 13), 1992 (ISBN 978-2-906389-34-2).
- Claude Mesplède, Les années "Série noire" : bibliographie critique d'une collection policière, vol. 2 : 1959-1966, Amiens, Editions Encrage, coll. « Travaux » (no 17), 1993 (ISBN 978-2-906389-43-4).
- Claude Mesplède, Les années "Série noire" : bibliographie critique d'une collection policière, vol. 3 : 1966-1972, Amiens, Editions Encrage, coll. « Travaux / 22 », 1994, 4 p. (ISBN 978-2-906389-53-3).
- Claude Mesplède, Les années "Série noire" bibliographie critique d'une collection policière, t. 4 : 1972-1982, Amiens, Encrage, coll. « Travaux » (no 25), 1995, 318 p. (ISBN 978-2-906389-63-2).